# Де Вито, Андреа
Андреа́ Де Ви́то (итал. Andrea De Vito; 27 ноября 1991, Павия, Италия) — итальянский футболист, защитник «Витербезе».
Дебютировал за «Милан» 13 января 2010 года в матче 1/8 финала Кубка Италии против «Новары». Дебютировал в Серии A 24 апреля 2010 года в матче 35-го тура против «Палермо», выйдя на замену на 79-й минуте вместо Марека Янкуловски.
25 июня 2011 года официально стал игроком клуба Серии Б «Читтаделла». Арендное соглашение рассчитано на один сезон, с правом выкупа.